# Desaguadero (kommun)

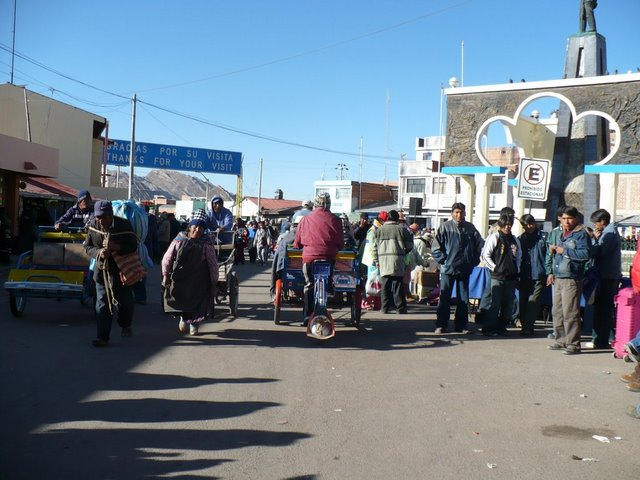
Desaguadero, Peru - Bolivia

Desaguadero är en kommun  i den bolivianska provinsen Ingavi i departementet La Paz. Den administrativa huvudorten är Desaguadero.